# Yorba Linda
Yorba Linda este un oraș suburban din comitatul Orange, California, SUA.
Se află la o altitudine de 381 picioare deasupra nivelului mării. Are o suprafață de 51,846607 km². Populația este de 68.336 locuitori, determinată în 1 aprilie 2020, prin recensământ.
Se află în nord-estul comitatului, la 60 km de centrul orașului Los Angeles, din a cărui zonă metropolitană face parte.
Aici s-a născut în 1913 președintele SUA Richard Nixon. Locul nașterii sale este monument istoric. În oraș își au sediul muzeul și biblioteca prezidențială Richard Nixon.

## Personalități născute aici
- Richard Nixon (1913 - 1994), președinte al Statelor Unite ale Americii;
- Heather Bown⁠(d) (n. 1978), voleibalistă;
- Sabrina Bryan⁠(d) (n. 1984), actriță, cântăreață;
- Chris Pontius⁠(d) (n. 1987), fotbalist;
- Matthew Hoppe⁠(d) (n. 2002), fotbalist.